# Апросьево (Псковский район)
Апросьево — деревня в Краснопрудской волости Псковского района Псковской области России.
Расположена в 5 км к юго-востоку от волостного центра Кирово и в 38 км к югу от города Пскова.
Численность населения деревни по состоянию на 2000 год составляла 3 жителя.